# Marquis de Castel Rodrigo
 (mars 2023).
Si vous disposez d'ouvrages ou d'articles de référence ou si vous connaissez des sites web de qualité traitant du thème abordé ici, merci de compléter l'article en donnant les références utiles à sa vérifiabilité et en les liant à la section « Notes et références ».
Marquis de Castel Rodrigo (Marquês de Castelo Rodrigo, en portugais) est un titre nobiliaire portugais créé en 1600 par le roi Philippe III pour Cristóvão de Moura (en) (1538-1613), chef du parti espagnol et vice-roi du Portugal ; celui-ci avait déjà été fait comte de Castelo Rodrigo par Philippe II en 1594. Castelo Rodrigo est un village pittoresque du centre du Portugal, dépendant de la municipalité de Figueira de Castelo Rodrigo, où l'on peut voir le palais de Cristóvão de Moura, classé depuis 1922 comme monument national.

## Historique
Il fut décerné à la famille de Moura (allusion à la reconquête de Moura sur les Maures en Alentejo en 1165).
Le titre a été porté notamment par Manuel de Castel Rodrigo (1590-1651), fils de Cristóvão de Moura, diplomate, grand d'Espagne en 1621, gouverneur des Pays-Bas espagnols de 1644 à 1647, puis par son fils Francisco de Castel Rodrigo (1610-1675), vice-roi de Catalogne de 1663 à 1664 et gouverneur des Pays-Bas espagnols de 1664 à 1668.